# جون ماكسويل (ضابط)
جون ماكسويل (بالإنجليزية: John Maxwell)‏ هو ضابط أمريكي، ولد في 21 يونيو 1841 في أناركشاير في المملكة المتحدة، وتوفي في 13 نوفمبر 1931 في وستباري في الولايات المتحدة.